# Mimulosia
Mimulosia is een geslacht van vlinders van de familie spinneruilen (Erebidae), uit de onderfamilie Arctiinae.

## Soorten
- M. albipicta de Toulgoët, 1958
- M. alticola de Toulgoët, 1976
- M. centripuncta de Toulgoët, 1958
- M. flavescens de Toulgoët, 1958
- M. funerea de Toulgoët, 1958
- M. griveaudi de Toulgoët, 1958
- M. griveaudianus de Toulgoët, 1980
- M. incerta de Toulgoët, 1958
- M. melaleuca de Toulgoët, 1958
- M. mimetica de Toulgoët, 1958
- M. orthochroma de Toulgoët, 1958
- M. perineti de Toulgoët, 1958
- M. proxima (de Toulgoët, 1955)
- M. pseudotortrix (de Toulgoët, 1955)
- M. pyraloides de Toulgoët, 1958
- M. quadripunctaria (de Toulgoët, 1956)
- M. rotunda (de Toulgoët, 1955)
- M. separanda de Toulgoët, 1958
- M. suberythroea de Toulgoët, 1958
- M. suffusa de Toulgoët, 1958
- M. tortricoides (de Toulgoët, 1955)
- M. undulosa de Toulgoët, 1958